# Eagles Praha
Eagles Praha je pražský baseballový a softballový sportovní klub. Klub byl založen 3.2.1981 a založili jej hráči a hráčky, kteří odešli z TJ Tempo Praha. Nejprve vytvořili oddíl baseballu a softballu v TJ Sokol Praha 4 - Krč. Později se osamostatnili jako Sokol Krč a od roku 1994 postupně vybudovali baseballový a softballový areál v Praze-Krči, který se nyní jmenuje Eagles Park. Sokol Krč změnil jméno na SK Krč Altron, podle generálního sponzora, od roku 2009 se klub jmenuje Eagles Praha. Areál s dvěma hřišti na baseball a třemi hřišti na softball patří k jedněm z největších komplexů pro pálkovací hry v Evropě. Až do roku 2019 byli Eagles Praha jediným klubem v republice, který měl týmy ve všech nejvyšších soutěžích v ČR (baseballová extraliga, softballová extraliga žen a mužů). V roce 2021 slaví klub 40. výročí svého založení.
Eagles Park je co do počtu baseballových a softballových hřišť jedním z největších areálů v Evropě. Všechna hřiště mají umělé zavlažování, obě centrální hřiště pro baseball a softball mají umělé osvětlení. V areálu je budova klubu s restaurací, osmi šatnami, kanceláří a bytem správce. Součástí areálu je také sportovní hala o rozměrech 45x25m s celoročním provozem.

## Úspěchy
- Jako zatím jediný klub v historii československého a českého baseballu a softballu získal v roce 1988 "trojkorunu", mistrovské tituly ve všech kategoriích - baseball, softball muži, softball ženy
- Mistr ČSSR v baseballu: 1981, 1982, 1988
- Vítěz Českého baseballového poháru: 1993, 2005, 2016
- Mistr ČR v softballu žen: 2003, 2004, 2005, 2008, 2011, 2012, 2013, 2014
- Mistr ČR v softballu mužů: 1991, 1992, 1994, 2009
- Vítěz ECWA (pohár mistrů evropských zemí(ženy A)) 2013

## Historické názvy
- TJ Sokol Praha 4 - Krč
- SK Krč Altron
- Eagles Praha (od 2009)

## Týmy v soutěžích

### Baseball
Muži A - Baseballová extraliga
- U21 - Extraliga U21
- Junioři - Juniorská extraliga
- U15 - Pražský přebor kadetů
- U13 - Pražský přebor mladších kadetů
- U11 - Pražský přebor žáků
- U10 - Pražský přebor U10
- U9 - Pražský přebor U9
- U8, U7, U6 - Pražský přebor

### Softball
- Ženy A - Softballová extraliga žen
- Muži A - Softballová extraliga mužů (do roku 2019)
- Muži B - Pražský přebor mužů
- Ženy C - Pražská 1. třída žen
- Juniorky - juniorská extraliga
- Kadetky - Extraliga kadetek, Pražský přebor kadetek
- Žákyně - Extraliga žákyň, Pražský přebor žákyň

## Síň slávy
V roce 2006 byla v rámci oslav 25 let klubu založena Síň slávy Eagles Praha.
Členové Síně slávy:
- Zuzana Borecká - Zýmová
- Eva Schreiberová - Bártová
- Zdeněk "Quido" Zýma
- Radek Štěpánek - in memoriam
- Vladimír Horáček
- Daniel Bagin
- Aleš Chýle
- Jan Bagin
- Blanka Chýlová
- Miroslav Duffek

## Fotogalerie

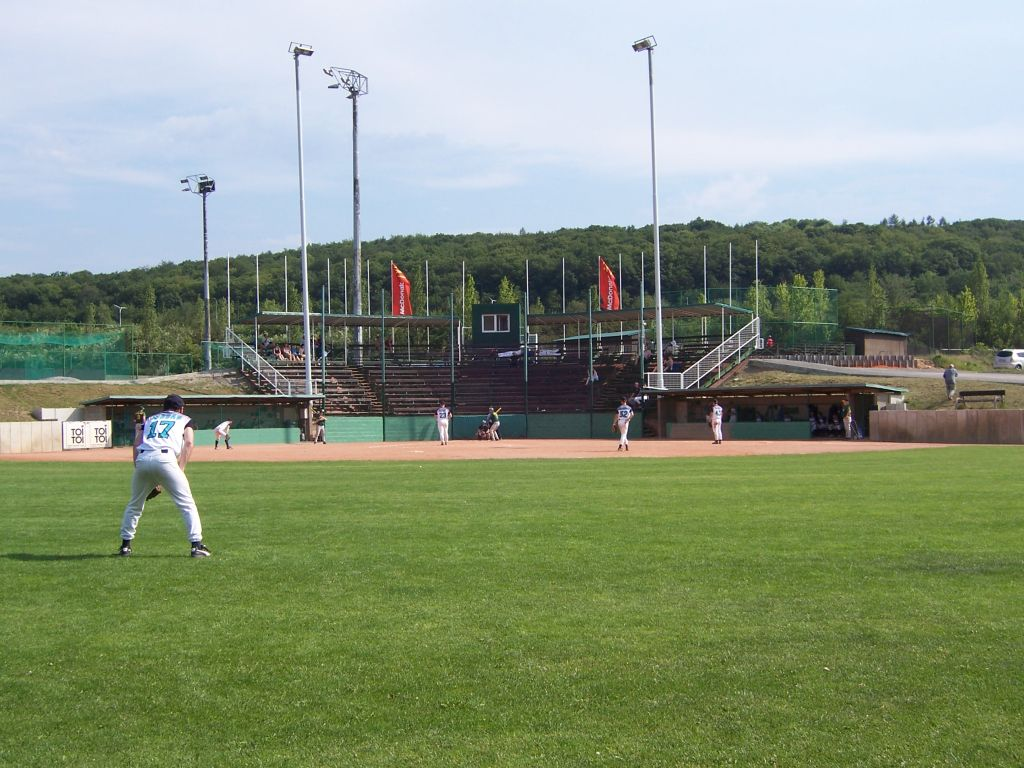
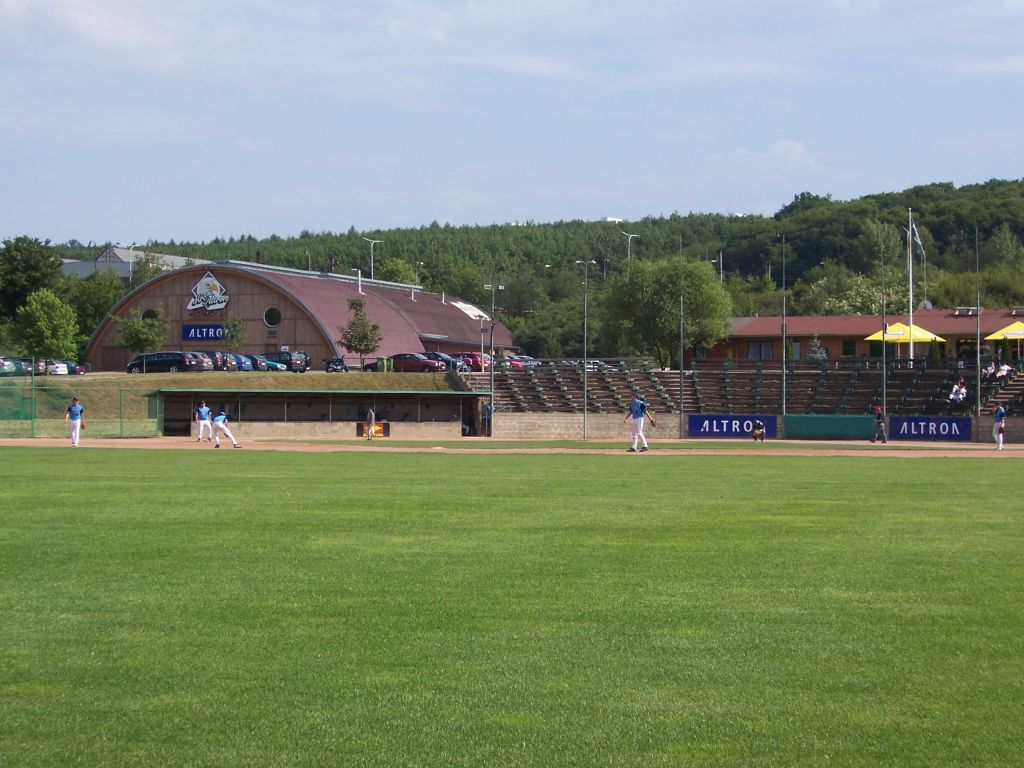